# Riekkosaari
Riekkosaari, nordsamiska: Riävskásuálui, är en ö i Finland. Den ligger i sjön Sulkusjärvi och Ikkerlompola och i kommunen Enare i den ekonomiska regionen Norra Lappland och landskapet Lappland, i den norra delen av landet, 1 000 km norr om huvudstaden Helsingfors. Öns area är 1,1 hektar och dess största längd är 150 meter i öst-västlig riktning.